# Châtelat
Châtelat är en ort i kommunen Petit-Val i kantonen Bern, Schweiz. 
Châtelat var tidigare en självständig kommun, men 1 jan 2015 bildades den nya kommunen Petit-Val genom sammanslagning av kommunerna Châtelat, Monible, Sornetan och Souboz. Av ortens invånare är 36% franskspråkiga och 64% tyskspråkiga (år 2000). Det är därmed en av de få orterna i distriktet Jura bernois med tyskspråkig majoritet.